# Kyllinga oblonga
Kyllinga oblonga är en halvgräsart som beskrevs av Charles Baron Clarke. Kyllinga oblonga ingår i släktet Kyllinga och familjen halvgräs. Inga underarter finns listade i Catalogue of Life.